# 狂詩曲
狂詩曲（きょうしきょく）またはラプソディ（英: rhapsody、独: Rhapsodie、仏: rhapsodie、伊: rapsodia）は、自由奔放な形式で民族的または叙事的な内容を表現した楽曲であり、性格的小品の一種。異なる曲調をメドレーのようにつないだり、既成のメロディを引用したりすることが多い。
語源は、古代ギリシアのラプソドス（叙事詩を朗読する吟遊詩人の一種）が朗読する詩 "ῥαψῳδία" （ "rhapsōǐdia" 、ラプソディア）に由来し、これはギリシア語で「歌を一つに縫い合わせる」といった意味の "ῥαψῳδεῖν" （ "rhapsōidein" ）と関連している。また昔の日本では、土地の民話を面白おかしく話す「狂詩」というジャンルが流行しており、これがラプソディアと類似していることからこれになぞらえて、日本ではラプソディに「狂詩曲」という訳がつけられた（なお、中国語では「狂想曲」と訳されているが、日本では「狂想曲」は「奇想曲（カプリッチョ）」の別称として使用されているため、ラプソディとは異なる）。
「ラプソディ」という単語は、16世紀頃までには叙事詩だけでなく詩集の一種としても使用されるようになったが、もっぱら文学のジャンルで使われていた「ラプソディ」を最初に音楽と結びつけたのは、ドイツ出身の詩人で音楽家のクリスティアン・フリードリヒ・ダニエル・シューバルトが1786年に出版した "Musicalische Rhapsodien" といわれているが、これはピアノ伴奏付きの歌曲といくつかのピアノ独奏曲を寄せ集めて出版されたものであった。純粋なピアノ独奏曲として初めて使用されたのは、ヤン・ヴァーツラフ・トマーシェクによる全15曲からなる作品であり、最初の作品は1810年に出版された。

## 代表的な作品
19世紀半ばにフランツ・リストが作曲した『ハンガリー狂詩曲』（全19曲）がおそらく最も大規模かつ有名な作品であり、後年の作品はそれに何らかの影響を受けたものと考えられる。また、1924年にジョージ・ガーシュウィンが作曲した『ラプソディ・イン・ブルー』は知名度が大変高く、ポピュラー音楽の分野にも影響を与えている。
※生年順
- フランツ・リスト
  - ハンガリー狂詩曲 S. 244（全19曲）
  - スペイン狂詩曲 S. 254
- エドゥアール・ラロ
  - ノルウェー狂詩曲
- ヨハネス・ブラームス
  - 2つのラプソディ 作品79
  - アルト・ラプソディ 作品53
  - ラプソディ 変ホ長調 作品119-4
- カミーユ・サン＝サーンス
  - オーヴェルニュ狂詩曲 ハ長調 作品73
- エマニュエル・シャブリエ
  - 狂詩曲『スペイン』
- アントニン・ドヴォルザーク
  - 3つのスラヴ狂詩曲 作品45, B. 86
- チャールズ・ヴィリアーズ・スタンフォード
  - アイルランド狂詩曲第1番 ニ短調 作品78
  - アイルランド狂詩曲第2番 ヘ短調『オシアンの息子のための哀歌』作品84
  - アイルランド狂詩曲第3番 ニ長調 作品137
  - アイルランド狂詩曲第4番 イ短調『ネイ湖の漁師と彼が見たもの』作品141
  - アイルランド狂詩曲第5番 ト短調 作品147
  - アイルランド狂詩曲第6番 ニ短調 作品191
- レオシュ・ヤナーチェク
  - 狂詩曲『タラス・ブーリバ』JW VI/15
- ヴィクター・ハーバート
  - アイルランド狂詩曲
- フレデリック・ディーリアス
  - アパラチア（アメリカ狂詩曲）RT VI/12
  - ブリッグの定期市（イングランド狂詩曲）RT VI/16
- クロード・ドビュッシー
  - リストの様式による狂詩曲（紛失）
  - サクソフォーンと管弦楽のための狂詩曲 CD 104, L. 98
  - クラリネットと管弦楽のための第1狂詩曲 CD 124, L. 116
- ヒューゴ・アルヴェーン
  - スウェーデン狂詩曲第1番『夏至の夜の徹夜祭』作品19
  - スウェーデン狂詩曲第2番『ウプサラ狂詩曲』作品24
  - スウェーデン狂詩曲第3番『ダーラナ狂詩曲』作品47
- レイフ・ヴォーン・ウィリアムズ
  - ノーフォーク狂詩曲第1番 ホ短調
- セルゲイ・ラフマニノフ
  - パガニーニの主題による狂詩曲 イ短調 作品43
- グスターヴ・ホルスト
  - サマーセット狂詩曲 作品21-2, H. 87
- モーリス・ラヴェル
  - スペイン狂詩曲 M. 54
- エルネスト・ブロッホ
  - ヘブライ狂詩曲『シェロモ』B. 39
- ジョルジェ・エネスク
  - 2つのルーマニア狂詩曲 作品11
- バルトーク・ベーラ
  - ピアノと管弦楽のためのラプソディ 作品1, Sz. 26, BB. 36
  - ヴァイオリンとピアノのためのラプソディ第1番 Sz. 87, BB 94
  - ヴァイオリンとピアノのためのラプソディ第2番 Sz. 90, BB 96
- マヌエル・ポンセ
  - メキシコ狂詩曲（全2曲）
- アルフレード・カゼッラ
  - 狂詩曲『イタリア』
- アレクサンデル・タンスマン
  - ヘブライ狂詩曲
  - ポーランド狂詩曲
- ジョージ・ガーシュウィン
  - ラプソディ・イン・ブルー
  - セカンド・ラプソディ

### 日本の楽曲
- 鈴木静一
  - 狂詩曲『海』
- 伊福部昭
  - 日本狂詩曲
  - ヴァイオリンと管絃楽のための協奏風狂詩曲
- 大栗裕
  - 大阪のわらべうたによる狂詩曲
  - 吹奏楽のための小狂詩曲
- 芥川也寸志
  - オーケストラのためのラプソディ
- 外山雄三
  - 管弦楽のためのラプソディ
- 福島弘和
  - 交響的狂詩曲